# 울프캅
《울프캅》(WolfCop)은 캐나다에서 제작된 로웰 딘 감독의 2014년 코미디, 공포 영화이다. 레오 페펄드 등이 주연으로 출연하였다. 이 영화는 2014년 6월 6일 캐나다의 시네플렉스 오데온 극장에 개봉되었다. CineCoup Film Accelerator의 제작을 위해 선정된 최초의 영화였다. 《울프캅》은 2014년 10월 13일 영국에서 DVD와 블루레이로 출시되었다.

## 출연

### 주연
- 레오 페펄드
- 에이미 마티시오
- 사라 린드

### 조연
- 코린 콘리